# Frontinella laeta
Frontinella laeta är en spindelart som först beskrevs av O. Pickard-Cambridge 1898.  Frontinella laeta ingår i släktet Frontinella och familjen täckvävarspindlar. Inga underarter finns listade i Catalogue of Life.